# Habton
Habton est une paroisse civile du Yorkshire du Nord, en Angleterre.